# 물리 처리 장치
물리 처리 장치(PPU, Physics Processing Unit)는 물리 계산을 다루는 전용 마이크로프로세서로, 특히 비디오 게임의 물리 엔진에 쓰인다. PPU를 이용한 계산은 이를테면 강체동역학, 연체동역학, 충돌 감지, 유동역학, 두발 의상 시뮬레이션, 유한요소법, 물체 분열을 들 수 있다. 이 용어는 에이지아가 피직스 칩을 소비자에게 설명할 때의 마케팅에서 비롯한 것이다. 최초의 PPU는 SPARTA와 HELLAS였다.

## 역사
SPARTA(Simulation of Physics on A Real-Time Architecture)라는 이름의 최초의 학술적 PPU 연구 프로젝트는 펜 스테이트와 조지아 대학교에서 수행되었다. 이 프로젝트는 HELLAS라는 이름의 상당히 더 진보한 ASIC 기반 시스템으로 확장되었다.

## AGEIA PhysX
PPU로 광고된 최초의 프로세서는 PhysX 칩으로서, AGEIA라는 팹리스 반도체 기업에 의해 도입되었다.

## 하복 FX
하복 SDK는 PhysX SDK의 주된 경쟁 소프트웨어이다. 150개 이상의 게임에 사용되며, 여기에는 하프라이프 2, 헤일로 3, 데드 라이징과 같은 메이저 타이틀을 포함한다.

## 인텔 제온 파이
셀처럼, 제온 파이는 CPU와 GPU 사이에 위치하며 범용 목적 처리(general purpose processing)에서부터 전문적인 고성능 백엔드 처리에 이르기까지 용도가 다양하다. 그러므로 스크래치패드 보다 캐시를 사용하지만 여전히 높은 스루풋을 달성할 수 있다.

## 같이 보기
- 물리 엔진
- GPGPU